# Eishockey-Liga 1949/50
Die Eishockey-Liga war in der Saison 1949/50 die zweithöchste Spielklasse im österreichischen Eishockey. Die Liga war in vier regionale Gruppen aufgeteilt. Deren Sieger sollten um den Aufstieg in die höchste Spielklasse, die Nationalliga, spielen. Schließlich wurde diese jedoch aufgestockt, so dass alle Gruppensieger aufstiegen.
Im Vorjahr wurde die Spielklasse 1. Klasse genannt und war in drei regionalen Gruppen aufgeteilt. Die 1. Klasse Ost wurde in die Liga Ost (Wien) und Liga Nord (Niederösterreich) aufgespalten.

## Liga Ost
In der Liga Ost spielten die Wiener Vereine, die Gruppe wurde daher auch als Wiener Liga bezeichnet.
Gruppensieger und damit Aufsteiger in die Nationalliga wurde WAT Ottakring mit sieben Siegen aus sieben Spielen bei einer Tordifferenz von 99:13. Im entscheidenden Spiel besiegte WAT die ebenfalls ungeschlagenen Wiener EV Senioren mit 5:3. Dabei handelte es sich um die zweite Mannschaft des WEV – die erste spielte in einer Spielgemeinschaft mit dem EK Engelmann als Wiener EG in der Nationalliga. Den dritten Platz belegte die zweite Mannschaft des WAT. Die weitere Teilnehmer waren Union Dobling, Schwarzweiss, WAT Favoriten und Union Wien.

## Liga Nord
Die Liga Nord war für die Mannschaften aus Niederösterreich vorgesehen, jedoch spielten auch Mannschaften aus der Steiermark in dieser Gruppe. Gruppensieger und Aufsteiger wurde Union Hollabrunn. Weitere Teilnehmer waren Union Stockerau, ATUS Eggenberg und ESV Mürzzuschlag.

## Liga West
In die Gruppe West waren die Mannschaften aus Oberösterreich, Tirol und Vorarlberg eingeteilt. Sieger und Aufsteiger in die Nationalliga war der TSV Steyr. Die weiteren Teilnehmer waren Blau-Weiß Feldkirch, SV Silz, Kufstein, EK Gmunden, Linzer Eissportklub LASK.

## Liga Süd
Die Gruppe Süd umfasste Mannschaften aus Kärnten und der Steiermark. Sieger und Aufsteiger wurde der Grazer SV.